# Maradana
Maradana is een geslacht van vlinders van de familie snuitmotten (Pyralidae).

## Soorten
- M. africalis Leraut, 2007
- M. alcardi Leraut, 2007
- M. atrisparsalis (Hampson, 1906)
- M. bernardii Leraut, 2007
- M. boudinoti Leraut, 2007
- M. castaneonigra (Hampson, 1917)
- M. centrafricalis Leraut, 2007
- M. dargei Leraut, 2007
- M. fuscolimbalis (Ragonot, 1888)
- M. harpyialis (Walker, 1859)
- M. himoensis Leraut, 2007
- M. joannisalis Leraut, 2011
- M. lamottealis Leraut, 2011
- M. maesi Leraut, 2007
- M. marionalis (Viette, 1960)
- M. nimbaensis Leraut, 2007
- M. oubanguialis Leraut, 2011
- M. pallidalis Leraut, 2011
- M. phaeomesalis (Hampson, 1906)
- M. pictalis Leraut, 2011
- M. sanguitincta (Hampson, 1917)
- M. telacroas Meyrick, 1936
- M. thermalis (Hampson, 1906)
- M. vinacealis Leraut, 2007